# Cireundeu (Ciputat Timur)
Cireundeu, ook wel gespeld als Cirendeu, is een bestuurslaag in het regentschap Tangerang Selatan van de provincie Banten, Indonesië. Het is een buitenwijk van Ciputat. Cireundeu telt 28.159 inwoners (volkstelling 2010). 
Bij een damdoorbraak bij het kunstmatige meer Situ Gintung, kwamen tientallen mensen in Cirendeu om het leven.